# Ipoteza interdimensională
Ipoteza interdimensională, numită și ipoteza extradimensională, este o teorie avansată de Jacques Vallée care spune că obiectele zburătoare neidentificate (OZN-urile) și evenimente legate de acestea implică vizite din alte "realități" sau "dimensiuni", care coexistă separat alături de cea a noastră. Este o alternativă la ipoteza extraterestră.

## Origine și susținători

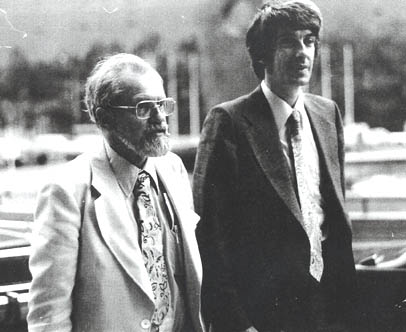
Allen Hynek (stânga) şi Jacques Vallee (dreapta)

Ipoteza interdimensională este o presupunere, lipsit de dovezi științifice, potrivit cărora presupusele OZN-urile ar proveni dintr-o ipotetică dimensiune paralelă locuite de ființe inteligente, sau dintr-un presupus univers paralel, care ar coexista separat de lângă universul nostru în ceea ce se numește multivers.
A fost propusă de astronomul și ufologul Jacques Vallée și s-a dezvoltat în anii 1970 și în anii 1980 datorită cărților și articolelor scrise chiar de Vallée și de J. Allen Hynek.
În contextul diferitelor ipoteze care consideră OZN-urile ca expresie a unei realități non-terestre, ipoteza interdimensională este o alternativă la ipoteza extraterestră, care spune că presupusele OZN-uri ar proveni în schimb de la alte planete din propriul nostru univers. La începutul anilor 1960 ipoteza extraterestră a început să intre în criză: de fapt, mai mulți ufologi au început să se întrebe de ce, după mai bine de zece ani de observații, extratereștrii nu s-au manifestat deschis, indiferent dacă erau prieteni sau dușmani. O nouă generație de ufologi a început astfel să reexamineze critic ufologia anilor 1950. În acest climat, Jacques Vallée a publicat cartea Passport to Magonia în 1969, în care a prezentat o nouă ipoteză.
Conform ipotezei interdimensionale, OZN-urile sunt manifestarea modernă a unui fenomen care s-a manifestat în fiecare etapă a istoriei umane și care în epocile trecute a fost atribuit creaturilor mitologice sau supranaturale. Spre deosebire de alți ufologi care interpretează poveștile zânelor, elfilor etc. ca intervenții ale extratereștrilor în trecutul umanității, Vallée se referă la o altă realitate care interferează cu a noastră, căreia îi dă numele de Magonia. Influențat de interesul său pentru parapsihologie, Vallèe a văzut în fenomenul OZN un sistem de control al evoluției umane care operează în inconștientul colectiv al speciei noastre.
Vallée consideră că există motive imperioase pentru a respinge ipoteza extraterestră, cum ar fi structura fizică a presupușilor extratereștri sau numărul de întâlniri apropiate, despre care spune că ar fi mult mai mare decât ceea ce ar necesita o explorare fizică a Pământului de către inteligențe îndepărtate. Hynek găsește în schimb un mare obstacol în calea ipotezei extraterestre în distanțele dintre stele, ceea ce face imposibilă călătoria interstelară datorită cantităților mari de energie necesare prin mijloace convenționale; fezabilitatea utilizării mijloacelor exotice, precum podurile Einstein-Rosen, nu a fost încă demonstrată și, în orice caz, ar necesita un nivel tehnologic excelent. Chiar și ufologul Aimé Michel, inițial în favoarea ipotezei extraterestre, s-a răzgândit mai târziu, contribuind la maturizarea ipotezei interdimensionale ca explicație pentru fenomenologia OZN-urilor. Michel a scris că ființele din astfel de locuri îndepărtate, cu costuri energetice semnificative, nu vor veni pe Pământ doar pentru a face niște cascadorii, de obicei în fața oamenilor obișnuiți. Contactul ar fi trebuit să fie rezultatul scontat, dar acest lucru nu s-a întâmplat, astfel încât farfuriile zburătoare extraterestre sunt absurde.
La ipoteza interdimensională, potrivit susținătorilor săi, nu este necesar să se caute explicații cu privire la tipul de propulsie utilizat de OZN-uri, deoarece acestea nu ar fi nave spațiale, ci dispozitive care călătoresc prin diferite realități. Potrivit lui Hilary Evans, ipoteza interdimensională ar explica, de asemenea, capacitatea aparentă a OZN-urilor de a apărea și de a dispărea cu ușurință din fața ochilor sau de pe radar, lucru care s-ar întâmpla atunci când acestea ar intra și ar ieși din dimensiunea noastră prin materializare și dematerializare. Mai mult, se poate presupune că dimensiunea din care ar proveni OZN-urile este puțin înaintea noastră din punct de vedere tehnologic, ceea ce ar explica tendința lor de a se manifesta prin reprezentarea tehnologiilor viitorului apropiat (dirijabile la sfârșitul secolului al XIX-lea), rachete și aeronave supersonice în anii 1940 etc.
O variantă a ipotezei interdimensionale a fost propusă în 1970 de John Keel, care a făcut legătura dintre OZN-uri cu creaturi supranaturale pe care le-a numit „alte lumi”. Potrivit lui Keel, aceste presupuse entități ar fi ostile față de umanitate și s-ar manifesta sub formă de extratereștri, monștri, fantome, demoni și entități paranormale.
Ipoteza extraterestră, așa cum a recunoscut Vallée însuși, continuă să aibă un număr mai mare de susținători printre ufologi, totuși unii au abandonat-o în favoarea ipotezei interdimensionale, după ce au descoperit un fel de legătură între fenomenul OZN și lumea paranormalului. Brad Steiger a scris despre OZN-uri că „avem de-a face cu un fenomen parafizic multidimensional”. John Ankerberg și John Weldon au scris că „OZN-urile nu se comportă ca niște vizitatori extratereștri” și că „acestea ar putea fi explicate ca un fenomen spiritual”. De asemenea, John Edward Mack, un psihiatru care studiază răpirile extraterestre, a emis ipoteza că entitățile asociate cu anumite răpiri nu sunt extratereștri aparținând universului nostru, ci vizitatori dintr-o altă dimensiune. În schimb, ufologul Jerome Clark, care a acceptat inițial ipoteza interdimensională, a respins-o ulterior, îndreptându-se cu prudență către ipoteza extraterestră. Alți ufologi, deși nu împărtășesc ipoteza (mai ales în formularea lui Keel), recunosc totuși meritul de a fi scos ufologia din blocajele ipotezei clasice extraterestre și de a fi pregătit calea pentru modelele interpretative ale așa-numitei „noi ufologii”. ", inclusiv ipoteza OZN-ului psihosocial.
Ipoteza interdimensională a fost un element important în dezvoltarea anumitor religii OZN.

## Critici
Criticii ipotezei susțin că este mai degrabă un sistem de credințe decât o ipoteză științifică, deoarece nu poate fi falsificată, nici verificată prin observații și experimente, în ceea ce privește existența reală a multiversului și mai presus de toate fezabilitatea unei călătorii între presupuse diferite universuri și dimensiuni, prin urmare nu există nicio modalitate de a stabili teoriile alternative pe care le postulează. Nu ar fi cea mai bună alternativă la ipoteza extraterestră pentru a explica fenomenologia OZN-urilor: dacă nu avem dovezi ale existenței civilizațiilor extraterestre pe exoplanete, nu știm absolut nimic despre existența altor universuri.
Ipoteza a fost examinată și de astronomul Carl Sagan, care a studiat pe larg fenomenele OZN. Sagan consideră că, pe lângă ipoteza extraterestră, pot fi avansate și alte ipoteze pentru a explica OZN-urile, inclusiv că pot fi ființe din altă dimensiune. Presupunând că ideea existenței dimensiunilor superioare nu a fost concepută de ufologie, ci de fizica secolului al XX-lea (de exemplu, în teoria lui Kaluza-Klein), respinge ideea lui Edward Mack care o prezintă ca o explicație a presupuselor răpiri extraterestre ale unor persoane luate din casele lor în timp ce dorm. Ființele din dimensiuni superioare care intră în universul nostru tridimensional, așa cum speculează Mack, ar trebui să se manifeste într-un mod diferit de cel al umanoizilor simpli care trec printr-un perete: ideea lui Mack nu se supune regulilor matematicii și fizicii. De asemenea, Sagan nu crede în ipoteza lui Vallée, că în spatele OZN-urilor există ființe dintr-un univers paralel, care ne-au vizitat întotdeauna lumea și care după 1947 au început să se manifeste într-un mod diferit: ideea că aceste ființe au ca scop de a ne ghida evoluția nu este convingătoare și în orice caz nu există dovezi în favoarea acestei ipoteze și nici a ipotezei, susținută de alții, că acestea sunt ființe supranaturale. Potrivit lui Sagan, este mai probabil ca explicația acestor fenomene să fie de natură psihologică și ca oamenii să vadă ceea ce sunt familiarizați: în trecut erau zâne, spiriduși, spirite etc., în timp ce astăzi sunt ființe extraterestre.